# Natalie Wood
Pour les articles homonymes, voir Wood et Natalie Wood (chanson).
Natalie Zacharenko, dite Natasha Gurdin, puis Natalie Wood, est une actrice américaine, née le 20 juillet 1938 à San Francisco et morte le 29 novembre 1981 près de l'île Santa Catalina (Californie).
Elle décroche dès l'âge de 17 ans la première de ses trois nominations aux Oscars pour un second rôle dans La Fureur de vivre (1955). L'année suivante, elle joue dans le western La Prisonnière du désert. Elle tient en 1961 le premier rôle féminin du film musical à succès West Side Story avant de connaître par la suite une carrière plus difficile. Les circonstances qui entourent sa mort en mer demeurent obscures.

## Biographie

### Famille

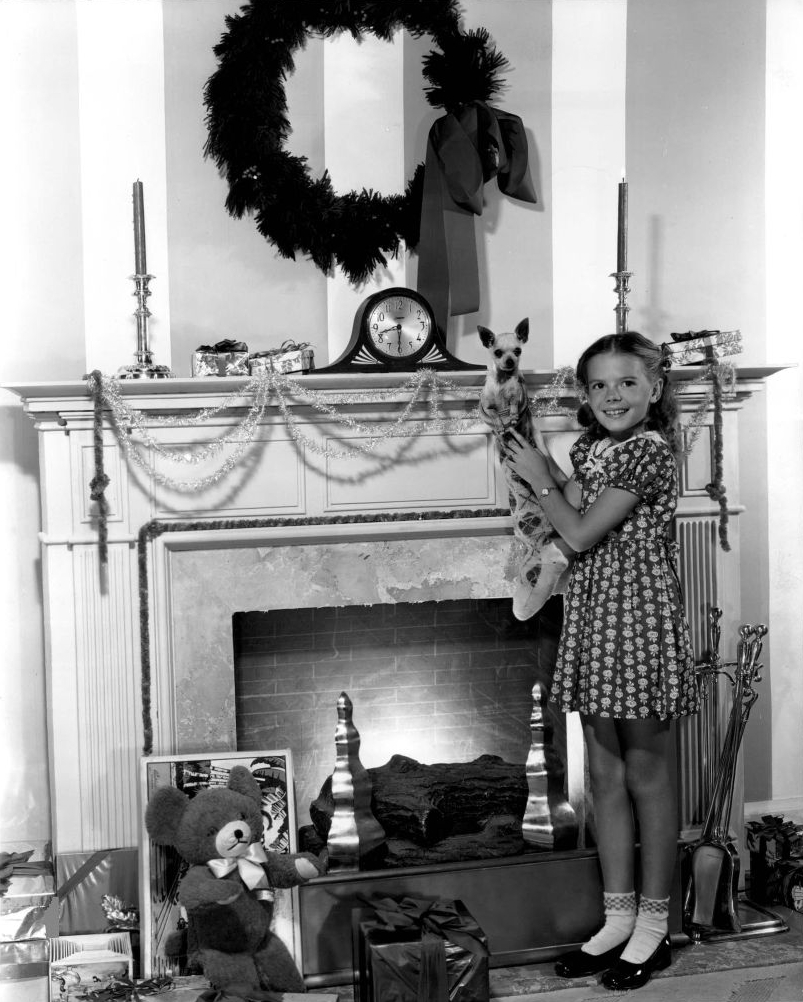
Natalie Wood vers l'âge de 9 ans, en 1947 à San Francisco.

Natalie Wood nait sous le nom de Natalie Zacharenko à San Francisco, de Maria Zoudilova (1908-1998), connue sous plusieurs prénoms : Mary, Marie ou Musia, et du second mari de Maria, un charpentier nommé Nicholas Zacharenko (1912-1980) — originellement Nikolaï Stepanovitch Zakharenko, selon la transcription du russe —, né à Kharkov dans le gouvernement de Kharkov (Empire russe, aujourd'hui en Ukraine).

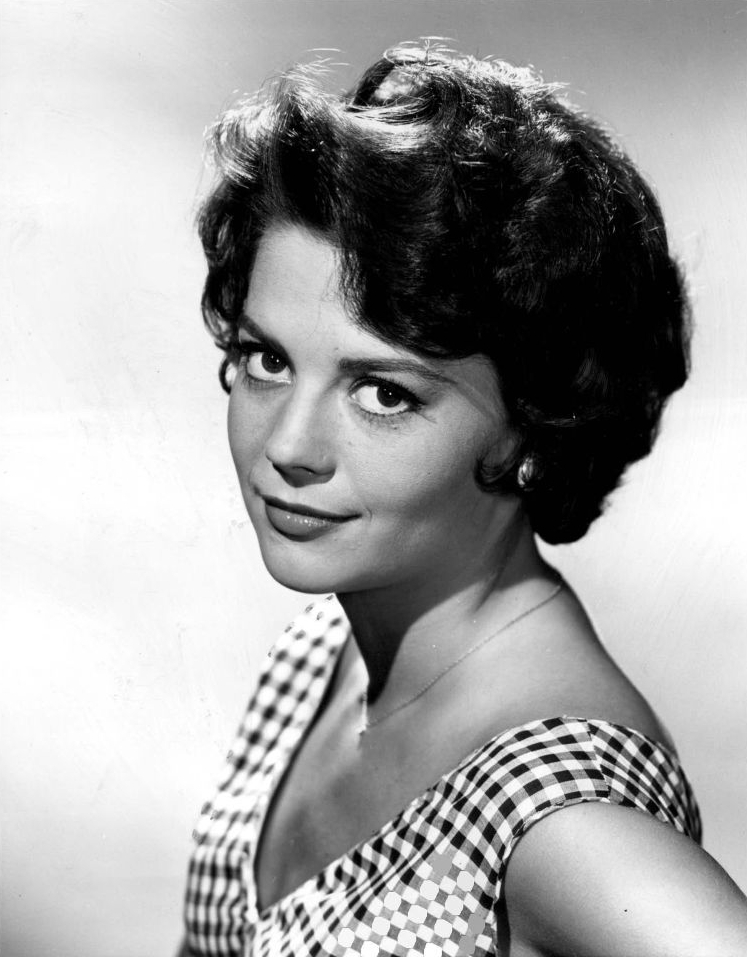
Natalie Wood en 1959.

La mère de Natalie Wood, Maria Zoudilova, est née en 1908 à Barnaoul, ville de Sibérie occidentale dans l'Empire russe. Son grand-père maternel y possédait des usines de fabrication de savon et de bougies, ainsi qu'un domaine en dehors de la ville. Au début de la guerre civile russe, la famille quitte la Russie et s'installe comme réfugiée dans la ville chinoise de Harbin. En 1925,, âgée de 17 ans, Maria épouse Alexandre Tatouloff, un mécanicien arménien. En 1928, ils ont une fille qu'ils prénomment Olga (1928-2015). En 1930, les Tatouloff émigrent par bateau aux États-Unis ; ils y divorcent en 1936.
Les parents de Natalie fuient séparément la guerre civile russe pour s'installer à Montréal, au Canada, puis à San Francisco, où ils se rencontrent et où naît Natalie. La petite fille grandit dans un foyer instable avec un père docker, alcoolique et violent, qui laisse à son épouse, danseuse, le soin de gérer la famille. Celle-ci tente de faire croire à ses trois filles (Olga, Natalie et Svetlana) qu'elle est issue de la famille Romanov. Son père fait américaniser son nom en « Gurdin » et devient décorateur de cinéma. Lui et sa mère l'entraînent ainsi dans leur sillage du spectacle. 

### Débuts
Natalie fait ses débuts au cinéma en 1943, à peine âgée de 5 ans, poussée dans cette voie par une mère très autoritaire, qui la chaperonne en permanence. Après un bout d'essai, Natalia est engagée et fait ses vrais débuts cinématographiques sous le pseudonyme de Natasha Gurdin avant que celui de « Natalie Wood » ne lui soit donné par les producteurs de la RKO, William Goetz et Leo Spitz (en), en hommage à leur réalisateur Sam Wood, mort en 1949.
Ainsi, la jeune Natalie grandit dans l'ombre d'une mère prête à tout pour en faire une enfant star. Pour les scènes de larmes, sa mère va jusqu'à arracher les ailes d'un papillon pour la faire pleurer et satisfaire les réalisateurs. Sur le plateau des Belles Promesses, la rigueur maternelle met en danger la fillette de 9 ans : Natalie traverse sous une pluie diluvienne un pont censé se rompre, mais elle est encore sur le pont quand celui-ci se brise, elle chute et se fracture le poignet. Sa mère, effrayée à l'idée que le réalisateur la renvoie à cause de cette blessure, n'en informe personne et oblige sa fille à se taire et à continuer le tournage sans la faire soigner correctement. Il en résulte une malformation osseuse très visible, que Natalie devra ensuite dissimuler toute sa vie sous d'énormes bracelets ou des manches longues.
Natalie Wood joue de nombreux rôles de petites filles, puis d'adolescentes, vivant en permanence devant les caméras, sous l'œil de sa mère présente sur tous les tournages.

### Carrière

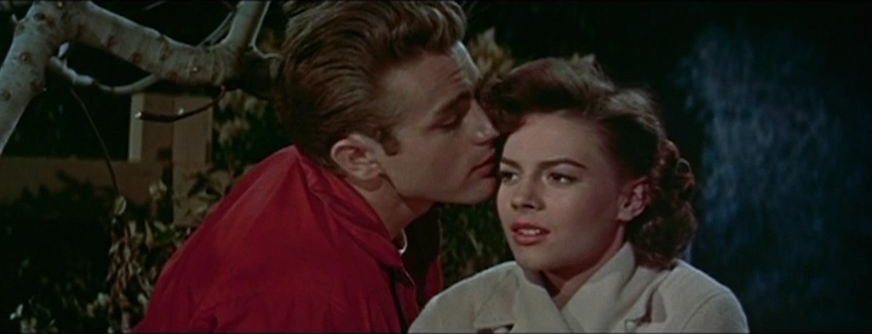
James Dean et Natalie Wood dans La Fureur de vivre (1955).

Natalie Wood connaît ses premiers succès en tant qu'actrice-enfant en 1947 dans Le Miracle de la 34e rue. Son second rôle dans La Fureur de vivre (Rebel Without a Cause, 1955), où elle donne la réplique à James Dean, lui vaut d'être nommée à l'Oscar et de remporter un Golden Globe en tant que révélation. Elle enchaîne l'année suivante avec La Prisonnière du désert, l'un des films les plus mémorables de John Ford, où elle incarne le rôle d'une enfant de fermiers enlevée par les Indiens et élevée par eux, jusqu'à ce que son oncle (John Wayne) la retrouve.
Les récompenses du début de sa carrière l'aident à accomplir la transition vers l'incroyable actrice adulte qu'elle sera, avec notamment une deuxième nomination aux Oscars en 1961, pour Splendor In The Grass (La Fièvre dans le sang) d'Elia Kazan. La même année, elle tourne dans la comédie musicale West Side Story, et l'année suivante dans Gypsy, Vénus de Broadway. Suit une troisième nomination aux Oscars, en 1963, pour Une certaine rencontre. Sa carrière se poursuit durant les années 1960 avec notamment Bob et Carole et Ted et Alice (1969).

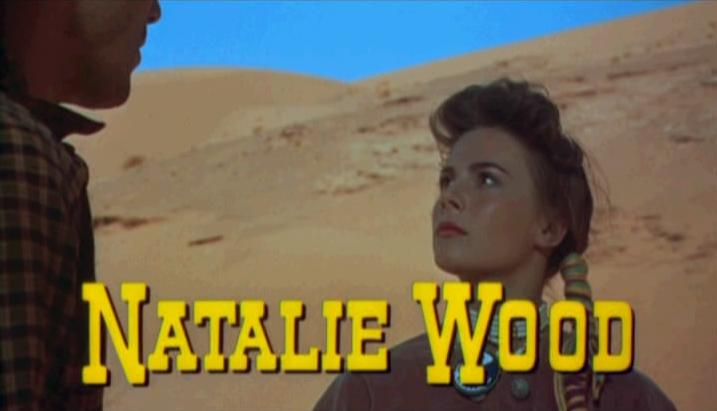
Dans La Prisonnière du désert (1956).

Elle réduit alors la fréquence de ses prestations pour fonder une famille.
En fin de carrière, elle remportera un Golden Globe pour la série Tant qu'il y aura des hommes (From Here to Eternity, 1979). Elle participe à de nombreux téléfilms.

### Vie privée

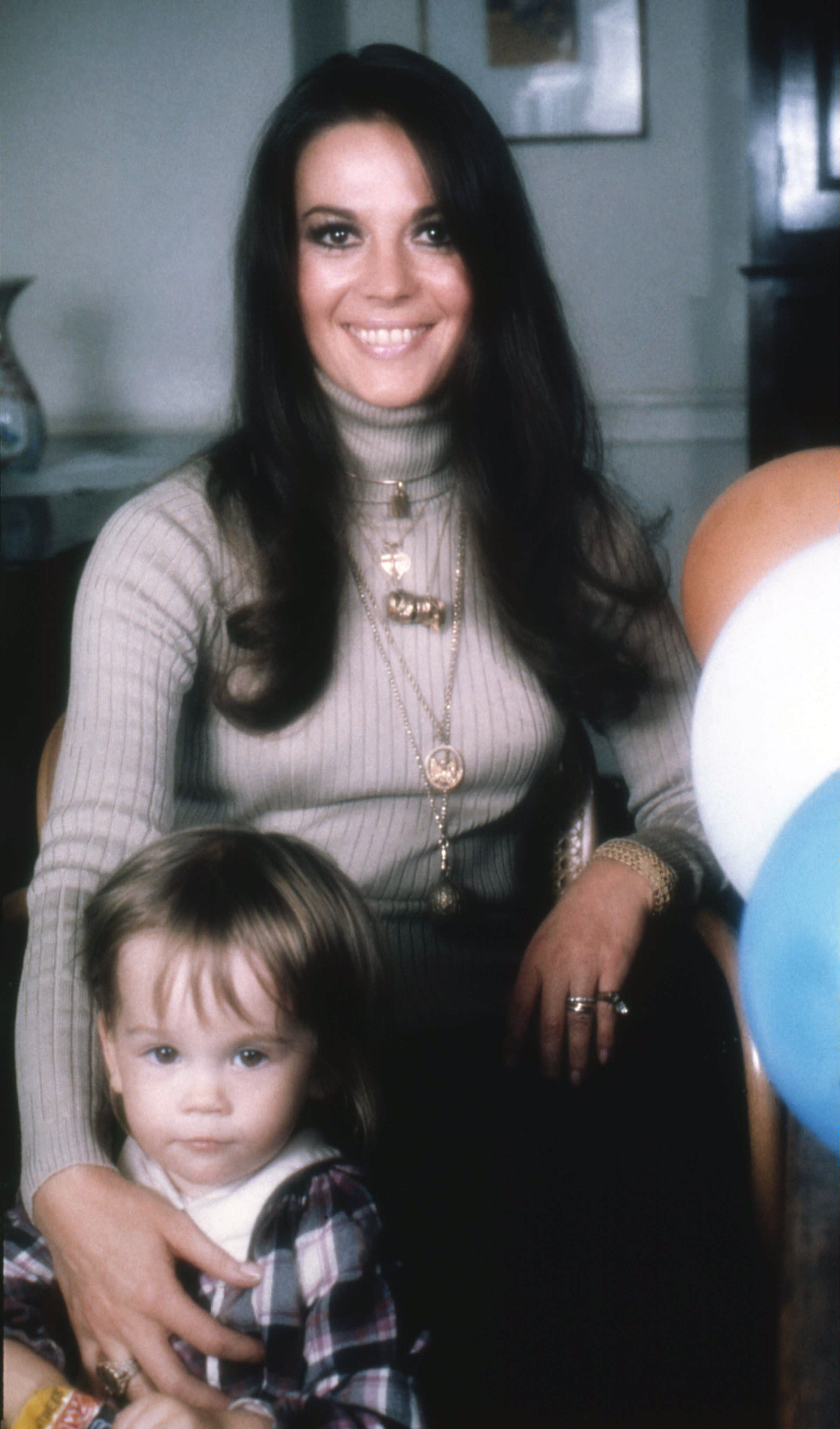
Natalie Wood et sa fille Natasha en 1973.

En 1952, Natalie Wood rencontre Nicholas Ray dont elle tombe éperdument amoureuse. Elle a 14 ans, lui 41. C'est grâce à lui qu'elle obtient le rôle de Judi, premier rôle féminin de La Fureur de vivre, qui lui vaut une nomination pour l'Oscar du meilleur second rôle féminin. Pendant sa liaison avec Ray, elle entretient en outre une relation avec Dennis Hopper.
Natalie Wood raconte avoir été hospitalisée en 1954, à 16 ans, après avoir été violée par un acteur et producteur célèbre. Une rumeur, attisée par un commentateur se faisant passer pour l'acteur Robert Downey Jr., désigne Kirk Douglas comme l'auteur possible de cette agression,,,.
En septembre 1956, elle a une brève aventure avec Elvis Presley.
La même année, elle rencontre l'acteur Robert Wagner, qu'elle épouse un an plus tard, le 28 décembre 1957, à Scottsdale en Arizona. Ils se séparent en 1961 et leur divorce, le 27 avril 1962, est largement commenté par la presse à scandale. Elle engage alors une relation avec l'acteur Warren Beatty.
Elle épouse ensuite le scénariste et producteur britannique Richard Gregson dont elle a une fille, Natasha, en 1970, et en divorce pour se remarier le 16 juin 1972 avec son premier mari Robert Wagner. Une fille, Courtney, naît le 9 mars 1974. Natalie Wood interrompt quelque temps sa carrière pour s'occuper de ses deux filles et de celle que Wagner avait eue précédemment.

### Mort
Le 29 novembre 1981, Natalie Wood est retrouvée noyée près de l'île Santa Catalina, où elle passait la fête de Thanksgiving. Au moment de sa mort, elle tournait le film de science-fiction Brainstorm, qui va sortir sur les écrans près de deux ans après, en septembre 1983.
Les circonstances de sa mort demeurent obscures. En marge du tournage de Brainstorm, Natalie Wood et son mari Robert Wagner, ainsi que Christopher Walken (avec qui la presse lui prête une liaison), regagnent le yacht Splendor vers 22 h 30 avec le capitaine du bateau Dennis Davern, mais tous les témoignages ne concordent pas. Vers 23 heures, John Payne, propriétaire d'un yacht amarré à proximité, aurait entendu une femme crier à l'aide depuis un yacht voisin. Cette version a été confirmée par la fiancée de Payne, qui s'est également réveillée en entendant les cris. Selon eux, les cris demandaient de l'aide parce que quelqu'un se noyait. Les passagers du yacht de Robert et Natalie auraient également remarqué leur disparition vers 23 heures, ainsi que celle d'un canot pneumatique amarré à proximité du yacht. Wagner et Walken affirment n'avoir rien entendu. La soirée avait été très arrosée. La disparition est signalée à la sécurité maritime à 1 h 15 du matin.
Un hélicoptère retrouve son corps à 7 h 44 du matin : noyée à deux kilomètres du bateau, l'actrice n'est vêtue que d'une chemise de nuit de flanelle, d'une veste de duvet rouge et porte des chaussettes. Officiellement, sa mort est alors considérée comme une noyade accidentelle, malgré les nombreuses contusions constatées lors de l'autopsie dont les analyses toxicologiques confirment une alcoolémie élevée d'1,4 g/l, mais ne retrouvent pas trace de drogues ni de médicaments.
Natalie Wood est enterrée au Westwood Village Memorial Park Cemetery de Los Angeles.
Le 16 novembre 2011, le bureau du shérif de Los Angeles déclare rouvrir l'enquête,.
Le capitaine du bateau, Dennis Davern, livre en novembre 2011 une version différente des circonstances de l'accident. Selon lui, il y aurait eu une dispute entre Natalie Wood et Robert Wagner. Ce dernier, après la disparition de son épouse constatée vers minuit, n'aurait pas tout fait pour la retrouver. Au contraire, il aurait exercé des pressions sur le capitaine pour qu'aucune recherche ne soit lancée dans l'immédiat. L'enquête est close début janvier 2012.
Le 11 juillet 2012, le docteur Lakshmanan Sathyavagiswaran, chef du service de médecine légale du comté de Los Angeles, amende le certificat de décès : la cause de la mort de Natalie Wood passe de « noyade accidentelle » à « noyade et autres facteurs indéterminés », ce qui relance une nouvelle fois l'enquête.
Le 14 janvier 2013, un addendum précise la présence d'ecchymoses sur l'avant-bras droit, le poignet gauche et le cou, blessures antérieures à l'entrée du corps dans l'eau. Ces conclusions relancent les spéculations sur la dispute que Natalie Wood aurait eue avec son mari avant de disparaître.
Le 2 février 2018, la police américaine désigne Robert Wagner, qui a alors 87 ans, « personne d’intérêt », étape préalable à une inculpation. Cette décision s'appuie sur de nouveaux témoignages, comme celui du capitaine du bateau, accusant Robert Wagner d'avoir trop attendu avant d’appeler les secours.
Le romancier Marin Ledun revient sur la noyade de Natalie Wood, dans son ouvrage No More Natalie en 2013. Un documentaire de 2020 produit par HBO revient également sur les circonstances du décès.

## Filmographie

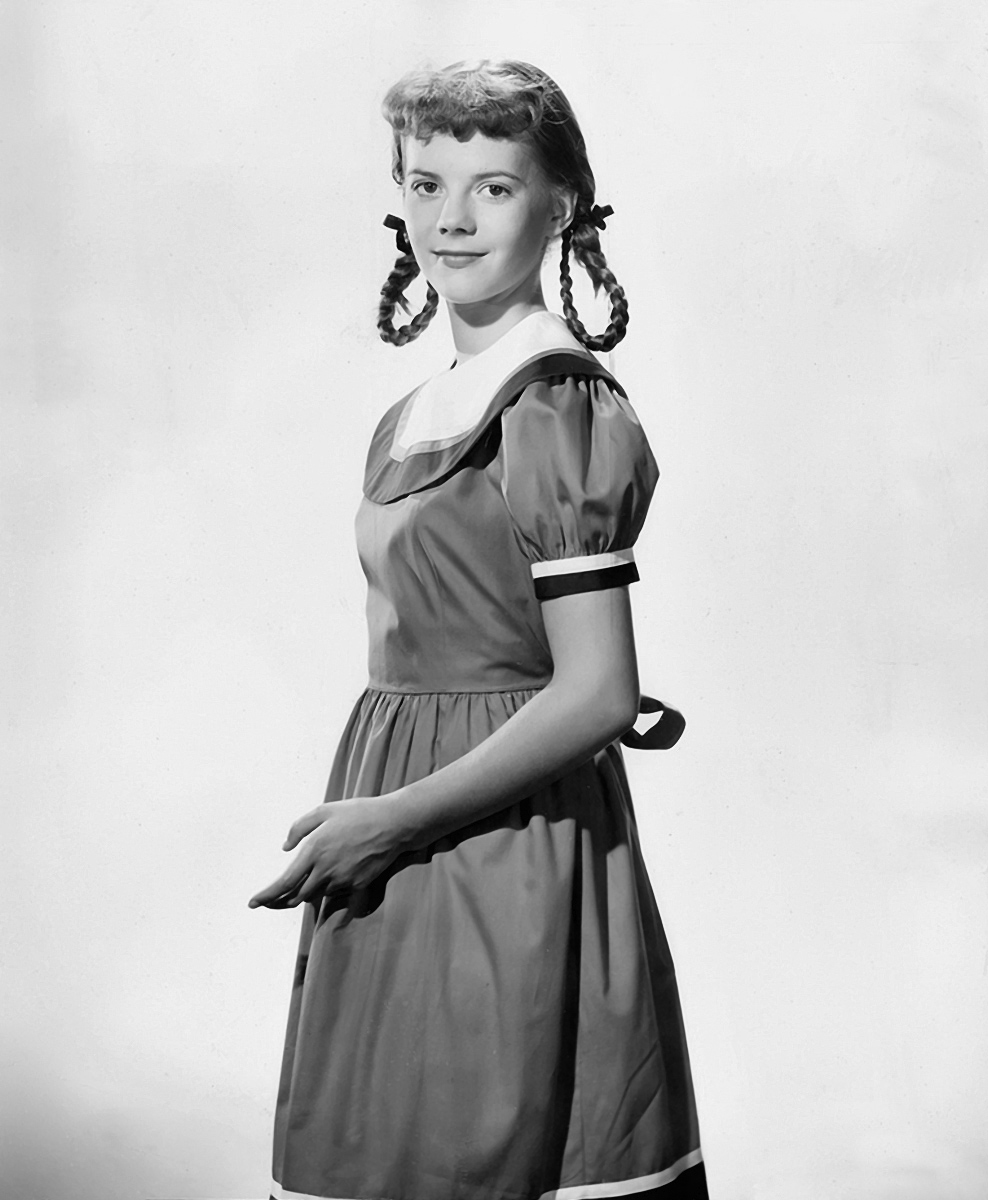
Natalie Wood en 1951.

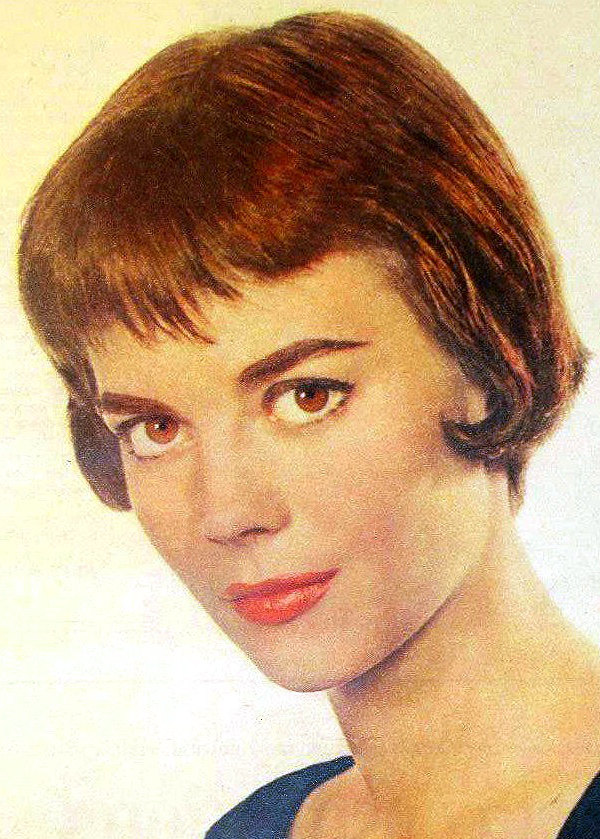
Natalie Wood en 1956.

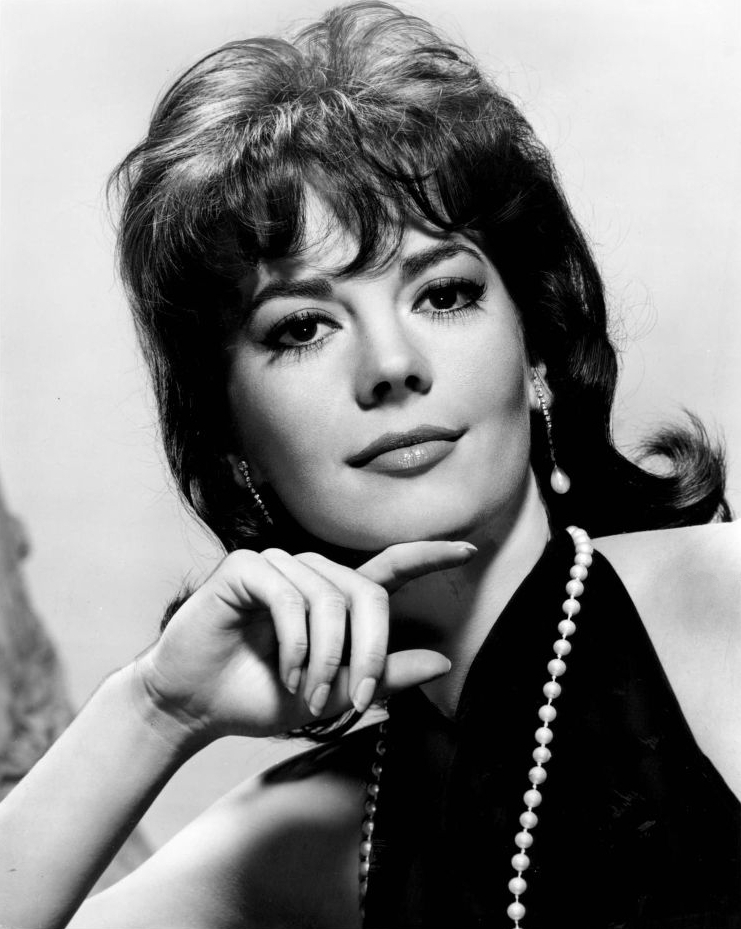
Natalie Wood en 1963 pour Gypsy, Vénus de Broadway.

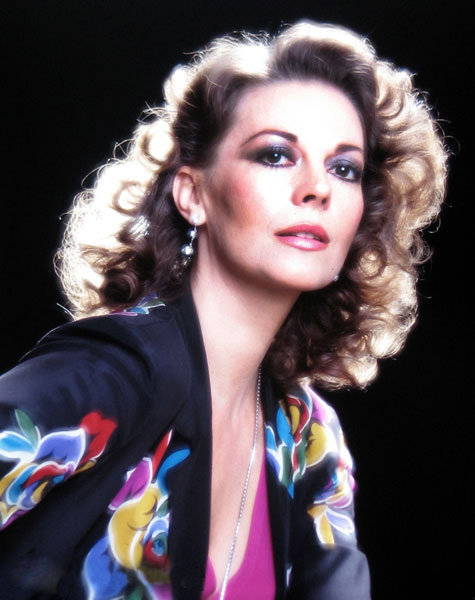
Natalie Wood en 1979.

### Cinéma
- 1943 : La Nuit sans lune (The Moon Is Down) d'Irving Pichel : Carrie (non créditée)
- 1943 : Happy Land d'Irving Pichel : une petite fille (non créditée)
- 1946 : Demain viendra toujours (Tomorrow Is Forever) de Irving Pichel : Margaret Ludwig
- 1946 : Amazone moderne (The Bride Wore Boots) de Irving Pichel : Carol Warren
- 1947 : Le Miracle sur la 34e rue (Miracle on 34th Street) de George Seaton : Susan Walker
- 1947 : L'Aventure de madame Muir (The Ghost and Mrs. Muir) de Joseph L. Mankiewicz : Anna Muir enfant
- 1947 : Jenny et son chien (Driftwood) d'Allan Dwan : Jenny Hollingsworth
- 1948 : Bagarre pour une blonde (Scudda Hoo! Scudda Hay!) de F. Hugh Herbert : Bean McGill
- 1949 : Le Débrouillard (Chicken Every Sunday) de George Seaton : Ruthie Hefferan
- 1949 : Les Belles Promesses (The Green Promise) de William D. Russell : Susan Matthews
- 1949 : Father Was a Fullback de John M. Stahl : Ellen Cooper, la cadette
- 1950 : La Flamme qui s'éteint (No Sad Songs for Me) de Rudolph Maté : Polly Scott
- 1950 : Celle de nulle part (Our Very Own) de David Miller : Penny Macaulay
- 1950 : Mon cow-boy adoré (Never a Dull Moment) de George Marshall : Nan
- 1950 : Gare au percepteur (The Jackpot) de Walter Lang : Phyllis Lawrence
- 1951 : Ma fille n'est pas un ange (Dear Brat) de William A. Seiter : Pauline
- 1951 : La Femme au voile bleu (The Blue Veil) de Curtis Bernhardt : Stephanie Rawlins
- 1952 : The Rose Bowl Story de William Beaudine : Sally Burke
- 1952 : Pour vous, mon amour (Just for You) d'Elliott Nugent : Barbara Blake
- 1952 : La Star (The Star) de Stuart Heisler : Gretchen
- 1954 : Le Calice d'argent (The Silver Chalice) de Victor Saville : Helena enfant
- 1955 : Son seul amour (One Desire) de Jerry Hopper : Seely Dowder
- 1955 : La Fureur de vivre (Rebel Without a Cause) de Nicholas Ray : Judy
- 1956 : La Prisonnière du désert (The Searchers) de John Ford : Debbie Edwards
- 1956 : Un cri dans la nuit (A Cry in the Night) de Frank Tuttle : Elizabeth
- 1956 : Collines brûlantes (The Burning Hills) de Stuart Heisler : Maria-Christina Colton
- 1956 : The Girl He Left Behind de David Butler : Susan
- 1957 : Bombardier B-52 (Bombers B-52) de Gordon Douglas : Lois Brennan
- 1958 : La Fureur d'aimer (Marjorie Morningstar) d'Irving Rapper : Marjorie Morgenstern
- 1958 : Les Diables au soleil (Kings Go Forth) de Delmer Daves : Monique Blair
- 1960 : Cet homme est un requin (Cash McCall) de Joseph Pevney : Lory Austen
- 1960 : Les Jeunes Loups (All the Fine Young Cannibals) de Michael Anderson : Salome Davis
- 1961 : La Fièvre dans le sang (Splendor in the Grass) de Elia Kazan : Wilma Dean « Deanie » Loomis
- 1961 : West Side Story de Jerome Robbins et Robert Wise : Maria
- 1962 : Gypsy, Vénus de Broadway (Gypsy) de Mervyn LeRoy : Louise « Gypsy Rose Lee » Hovick
- 1963 : Une certaine rencontre (Love with the Proper Stranger) de Robert Mulligan : Angela Rossini
- 1964 : Une vierge sur canapé (Sex and the Single Girl) de Richard Quine : Helen Gurley Brown
- 1965 : La Grande Course autour du monde (The Great Race) de Blake Edwards : Maggie DuBois
- 1965 : Daisy Clover (Inside Daisy Clover), réalisé par Robert Mulligan : Daisy Clover
- 1966 : Propriété interdite (This Property Is Condemned), de Sydney Pollack : Alva Starr
- 1966 : Les Plaisirs de Pénélope (Penelope) d'Arthur Hiller : Pénélope Elcott
- 1969 : Bob et Carole et Ted et Alice de Paul Mazursky : Carol Sanders
- 1972 : Votez McKay (The Candidate) de Michael Ritchie : elle-même (caméo)
- 1975 : Peeper de Peter Hyams : Ellen Prendergast
- 1979 : Meteor de Ronald Neame : Tatiana Nikolaevna Donskaya
- 1980 : The Last Married Couple in America de Gilbert Cates : Mari Thompson
- 1980 : Willie and Phil de Paul Mazursky : elle-même (caméo)
- 1983 : Brainstorm de Douglas Trumbull : Karen Brace (tourné en 1981)

### Télévision
- 1953 : The Pride of the Family (en) (série télévisée) : Ann Morrison (6 épisodes)
- 1973 : The Affair (en) (téléfilm) : Courtney Patterson
- 1976 : La Chatte sur un toit brûlant (Cat on a Hot Tin Roof) (téléfilm) : Maggie
- 1979 : Tant qu'il y aura des hommes (en) (From Here to Eternity), (mini-série) : Karen Holmes (3 épisodes)
- 1979 : The Cracker Factory (en) (téléfilm) : Cassie Barrett
- 1979 : Pour l'amour du risque (Hart to Hart) (série télévisée) : la star de cinéma à l'ombrelle (épisode pilote - créditée sous son vrai nom : Natasha Gurdin)
- 1980 : Les Diamants de l'oubli (The Memory of Eva Ryker) (téléfilm) : Eva Ryker / Claire Ryker

## Distinctions

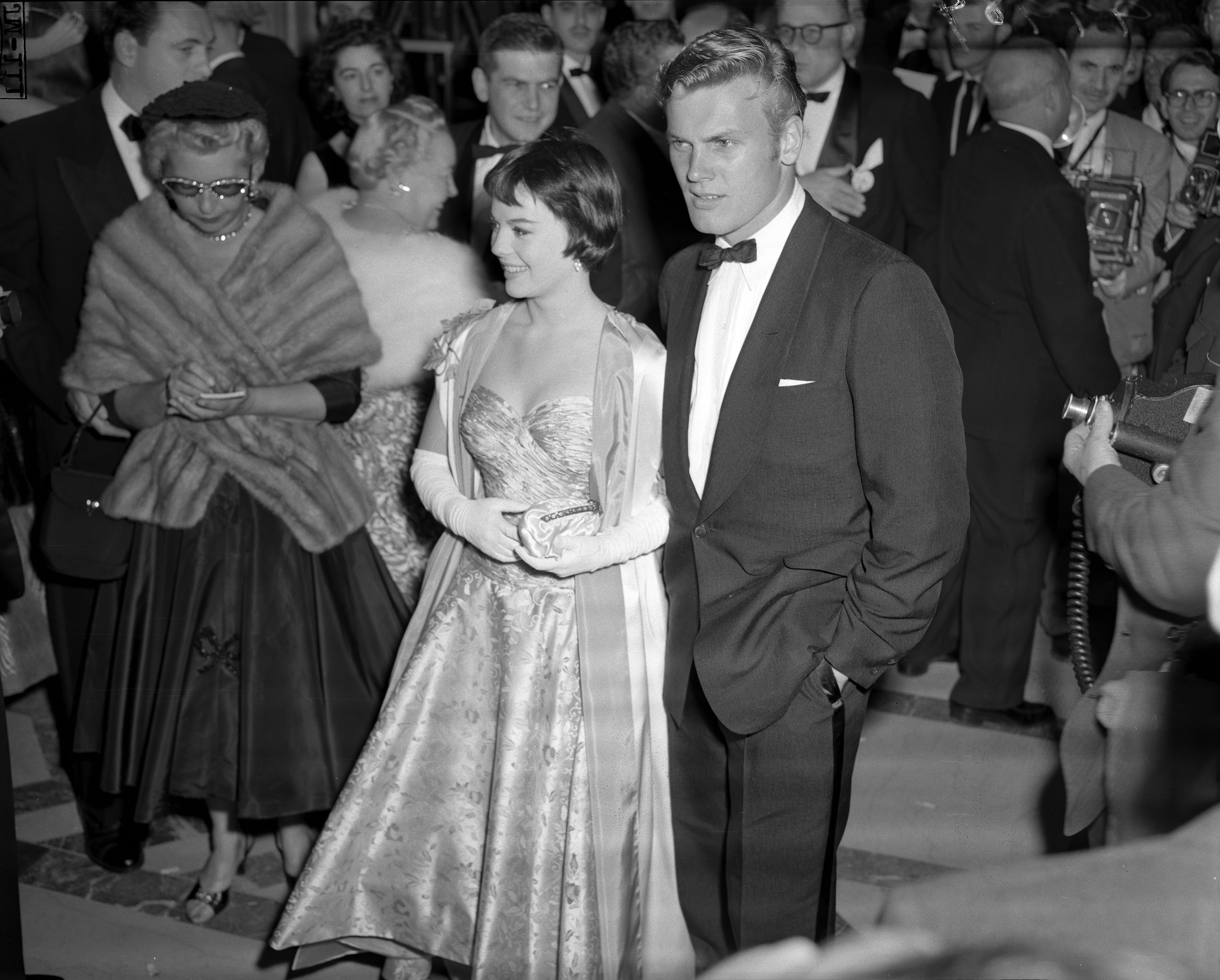
Natalie Wood et Tab Hunter à la cérémonie des Oscars 1956.

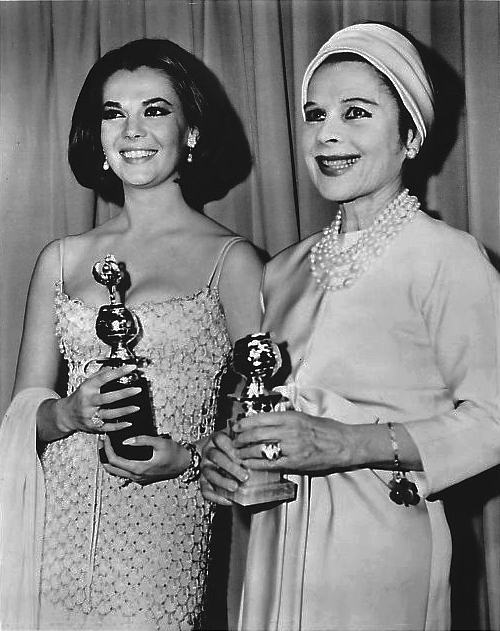
Natalie Wood (à gauche) recevant le Henrietta Awards en 1966 et Ruth Gordon.

### Récompenses
- Golden Globes 1957 : Golden Globe de la révélation féminine de l'année dans un drame pour La Fureur de vivre
- Golden Apple Awards 1961 : actrice la moins coopérative
- Festival international du film de Mar del Plata 1964 : meilleure actrice dans un drame romantique pour Une certaine rencontre
- Golden Apple Awards 1966 : actrice la moins coopérative
- Golden Globes 1966 : Henrietta Award
- Golden Globes 1980 : meilleure actrice dans une série dramatique pour Tant qu'il y aura des hommes (en)
- Online Film & Television Association 2016 : Meilleure actrice

### Nominations
- Oscars 1956 : Meilleure actrice dans un second rôle pour La Fureur de vivre
- Laurel Awards 1958 : Meilleure interprétation pour La Fureur d'aimer
- Golden Globes 1962 : Meilleure actrice pour La Fièvre dans le sang
- Grammy Awards 1962 : Album de l'année pour West Side Story, partagé avec Didier Deutsch, Mark Betts, Bill Ivie, Marni Nixon, Richard Beymer, Rita Moreno, George Chakiris, Russ Tamblyn et Jimmy Bryant
- Laurel Awards 1962 : Meilleure interprétation féminine pour La Fièvre dans le sang
- Oscars 1962 : Meilleure actrice pour La Fièvre dans le sang
- British Academy Film Awards 1963 : Meilleure actrice pour La Fièvre dans le sang
- Golden Globes 1963 : Meilleure actrice pour Gypsy, Vénus de Broadway
- Laurel Awards 1963 :
  - Meilleure star féminine
  - Meilleure interprétation féminine pour Gypsy, Vénus de Broadway
- Golden Globes 1964 : Meilleure actrice pour Une certaine rencontre
- Laurel Awards 1964 : Meilleure star féminine
- Oscars 1964 : Meilleure actrice pour Une certaine rencontre
- Laurel Awards 1965 : Meilleure interprétation féminine dans une comédie romantique pour Une vierge sur canapé
- Golden Globes 1966 : Meilleure actrice pour Daisy Clover
- Golden Globes 1967 : Meilleure actrice pour Propriété interdite
- Laurel Awards 1967 :
  - Meilleure star féminine
  - Meilleure interprétation féminine pour Propriété interdite
- 11e cérémonie des Saturn Awards 1984 : Meilleure actrice dans un second rôle dans un thriller de science-fiction pour Brainstorm.

## Hommage de l’Industrie du spectacle
Elle a été honorée le 1er février 1987 par une étoile, incrustée dans le dallage, à son nom sur le trottoir de promenade de Hollywood Walk of Fame

## Hommages
- Natalie Wood , chanson écrite par Jay Alanski, interprétée en 1991 par Jil Caplan.
- Natalie Wood : Le Prix de la gloire (The Mystery of Natalie Wood), téléfilm américain de Peter Bogdanovich réalisé en 2004, avec notamment Justine Waddell dans le rôle de Natalie Wood, Michael Weatherly dans le rôle de Robert Wagner et Matthew Settle dans le rôle de Warren Beatty. Dans ce téléfilm, on apprend notamment que Natalie Wood était hydrophobe ; une diseuse de bonne aventure lui aurait prédit que l'eau lui serait fatale. Natalie Wood n'attachait pas d'importance à ces superstitions, mais restait tout de même extrêmement méfiante vis-à-vis des grandes étendues d'eau.
- La cantatrice Natalie Dessay a modifié la graphie de son prénom en hommage à Natalie Wood[38].

## Voix françaises
- Jeanine Freson dans :
  - La Fureur de vivre
  - La Prisonnière du désert
  - Collines brûlantes
  - Les Diables au soleil
  - West Side Story
  - La Fièvre dans le sang
  - Une vierge sur canapé
  - La Grande Course autour du monde

- Évelyn Séléna dans :
  - Tant qu'il y aura des hommes (en) (mini-série, 3 épisodes)
  - Pour l'amour du risque (série, épisode pilote)

Mais aussi :
- Nicole Jonesco dans Le Miracle de la 34e rue
- Nicole Favart dans Une certaine rencontre
- Michèle Lituac dans Daisy Clover (doublage récent)
- Ginette Pigeon dans Propriété interdite
- Martine Sarcey dans Bob et Carole et Ted et Alice
- Hélène Vallier dans Meteor
- Frédérique Tirmont dans Les Diamants de l'oubli (téléfilm)
- Danielle Volle dans Brainstorm